# زبان ادبی
زبان ادبی گونه‌ای از یک زبان است که برای نوشتن استفاده می‌شود. این زبان می‌تواند یک گویش نامعیار یا گونه معیار زبان باشد. گاهی نیز زبان ادبی بسیار با زبان گفتاری متفاوت است. زمانی که میان زبان ادبی و زبان محلی تفاوت بسیاری باشد، گفته می‌شود دوزبان‌گونگی رخ داده‌است.
فهم این اصطلاح از یک زبان به زبانی دیگر متفاوت است و به قراردادهای اصطلاحی اتخاذ شده بستگی دارد. برای نمونه در اروپای شرقی و زبان‌شناسی اسلاوی، از اصطلاح «زبان ادبی» به عنوان هم‌معنی «زبان معیار» استفاده می‌شود.
زبان مقدس مفهوم مرتبطی است، که به گونه‌ای از زبان اشاره دارد که در نیایش‌سرایی برخی دین‌ها به کار گرفته می‌شود.

## فارسی ادبی
فارسی یا فارسی نو به‌طور پیوسته به عنوان زبان ادبی مناطق بزرگی در آسیای غربی، قفقاز، آسیای میانه و جنوب آسیا به کار گرفته شده‌است. زبان ادبی امروز فارسی اساساً همان زبانی است که فردوسی از آن استفاده می‌کرده، گرچه گونه‌ها و گویش‌های محلی بسیاری از آن پدید آمده است. برای چندین سده، مردم تحصیل‌کرده از تنگه بسفر تا خلیج بنگال حداقل کمی فارسی بلد بودند. فارسی در دورانی از بالکان تا دکن، زبان فرهنگ (به ویژه شعر) و زبان میانجی بوده‌است. تا قرن هجدهم فارسی زبان ادبی نخبگان گرجستان بود. فارسی دومین زبان اصلی پس از عربی در انتقال فرهنگ اسلامی بود و از جایگاه ویژه‌ای در تصوف نیز برخوردار است.